# Breznik
Pour les articles homonymes, voir Breznik (homonymie).
Bréznik (en bulgare : Брезник) est une localité dans l'ouest de la Bulgarie. Elle est connue, également, sous les noms de Brjeznik, Bresnik, Berznik et Bryeznik.

## Géographie

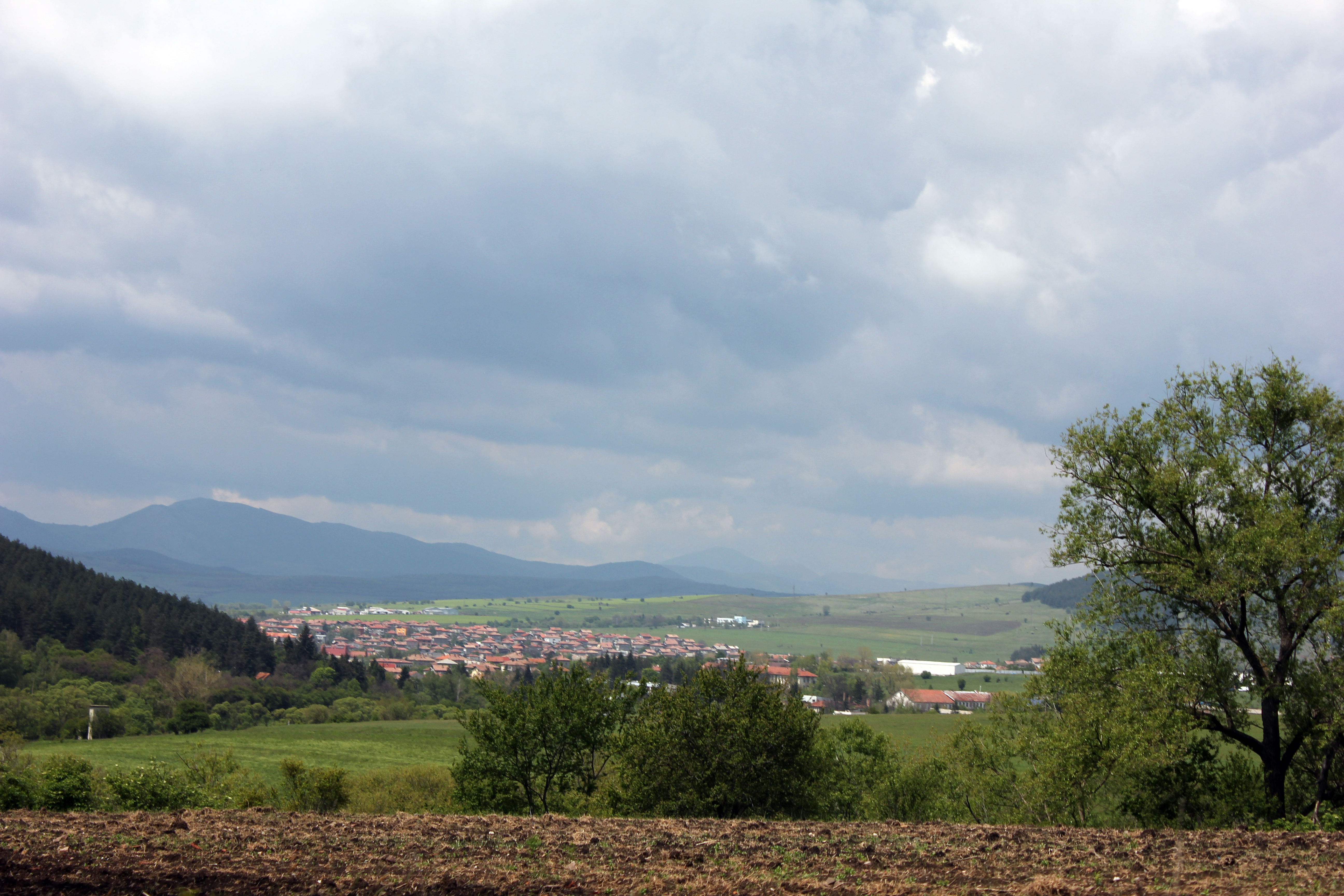
Le bassin de Bréznik.

Bréznik est située à l'ouest de la Bulgarie, à 45 km de Sofia, dans l'oblast de Pernik. Elle a le statut de ville et est le chef-lieu de la municipalité de même nom.
La ville est située dans un bassin d'altitude à environ 750 mètres.

## Galerie

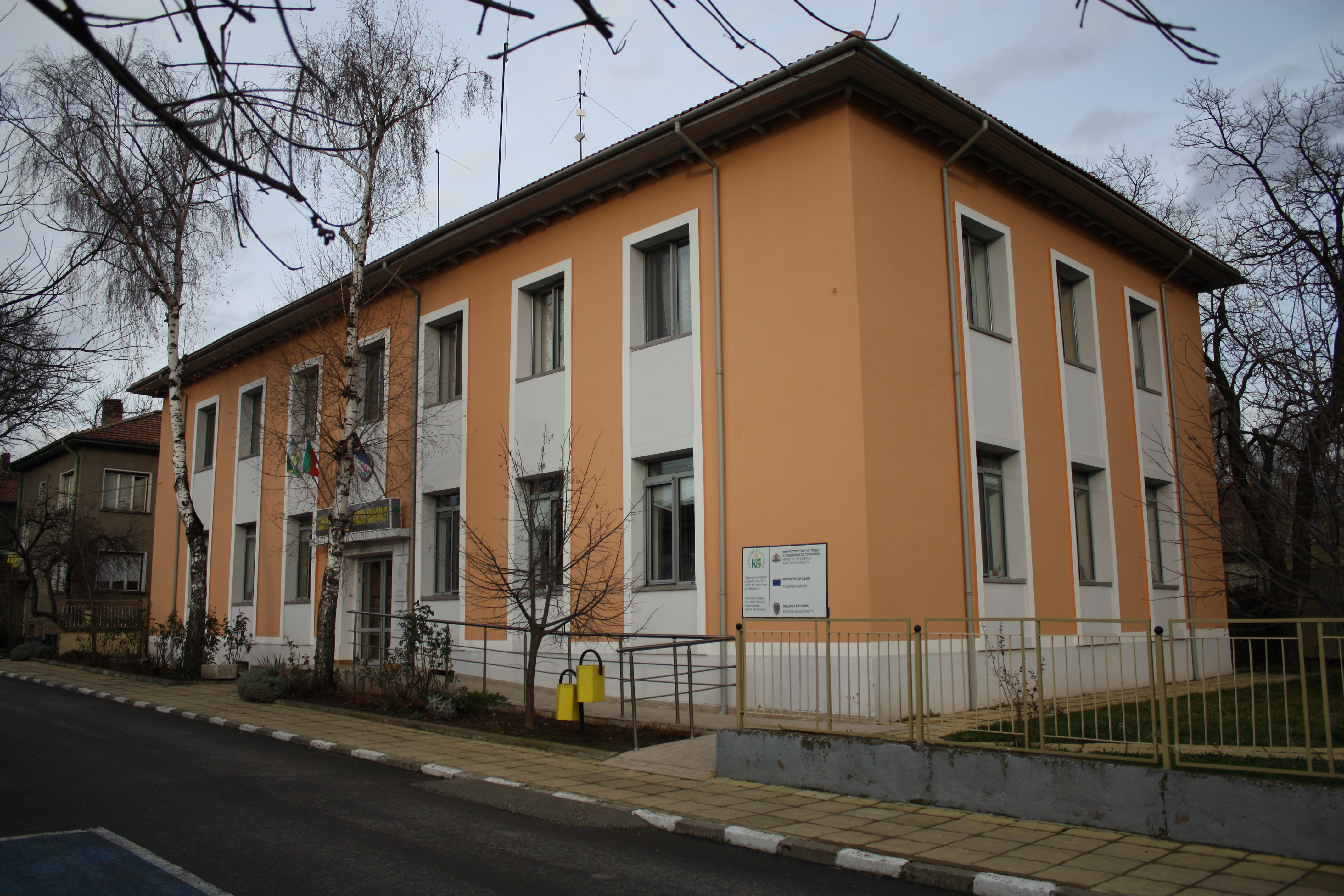
Mairie de Breznik
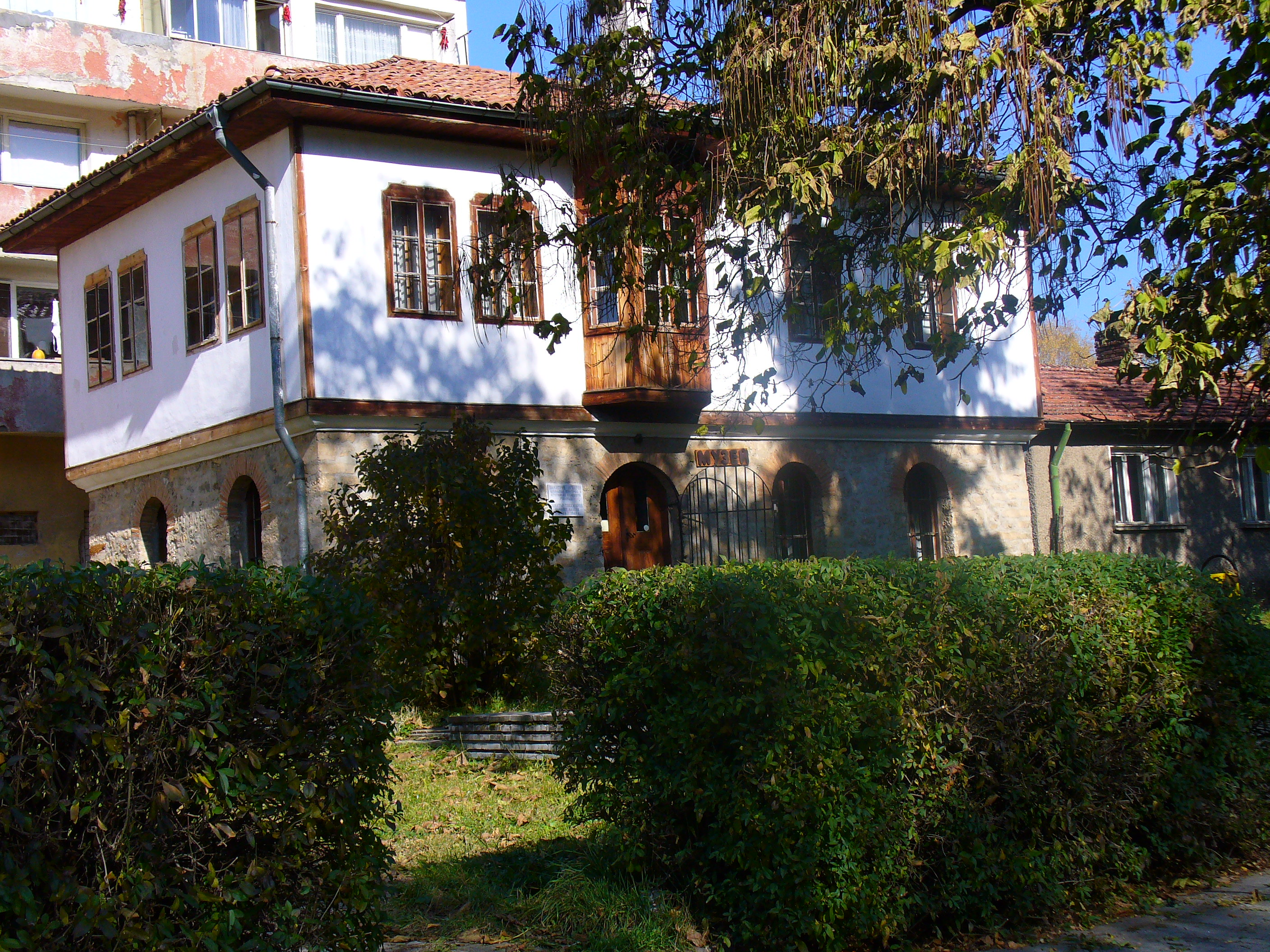
Le Musée de Breznik
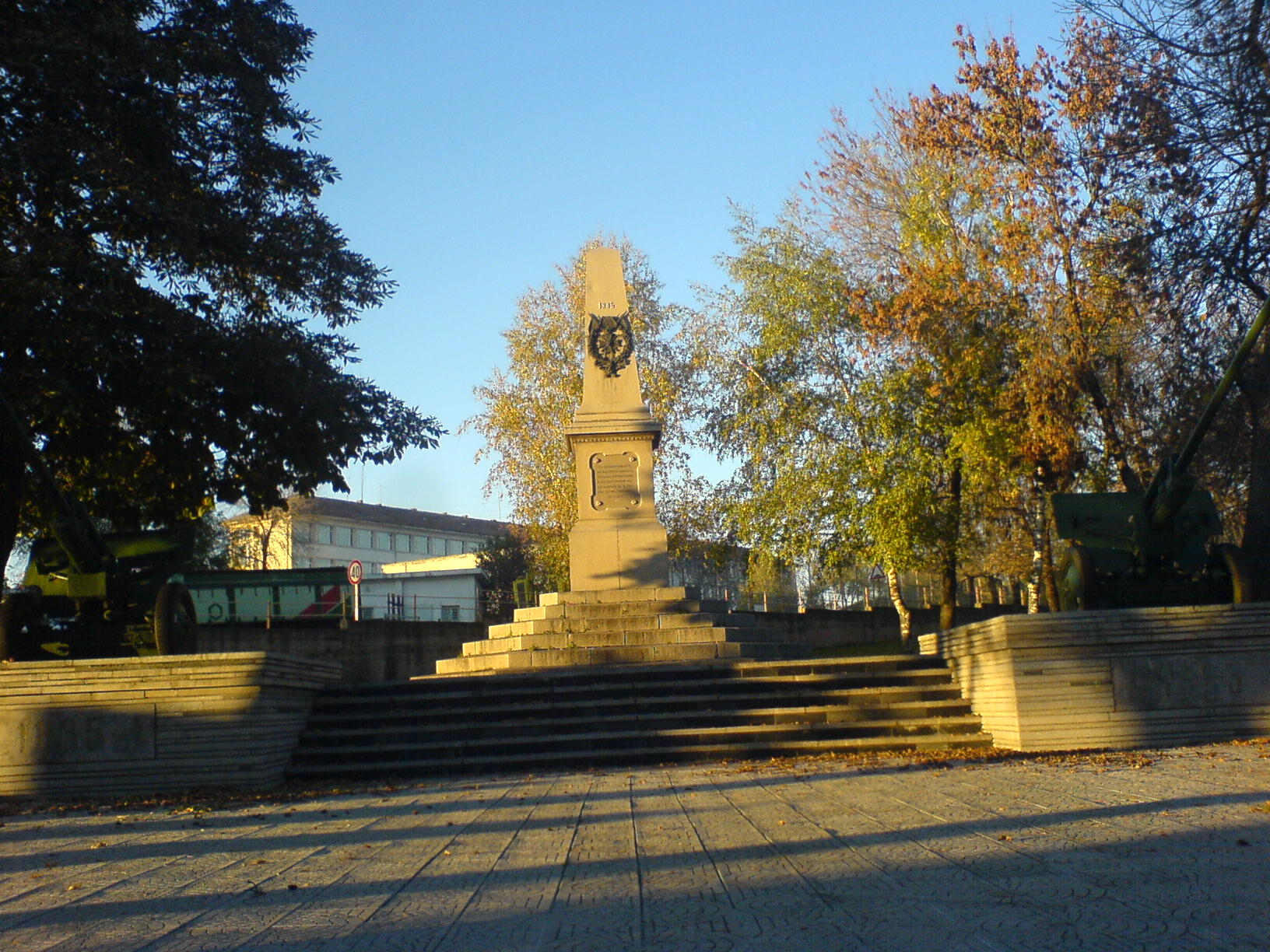
Monument aux morts de la guerre serbo-bulgare de 1885 à Breznik
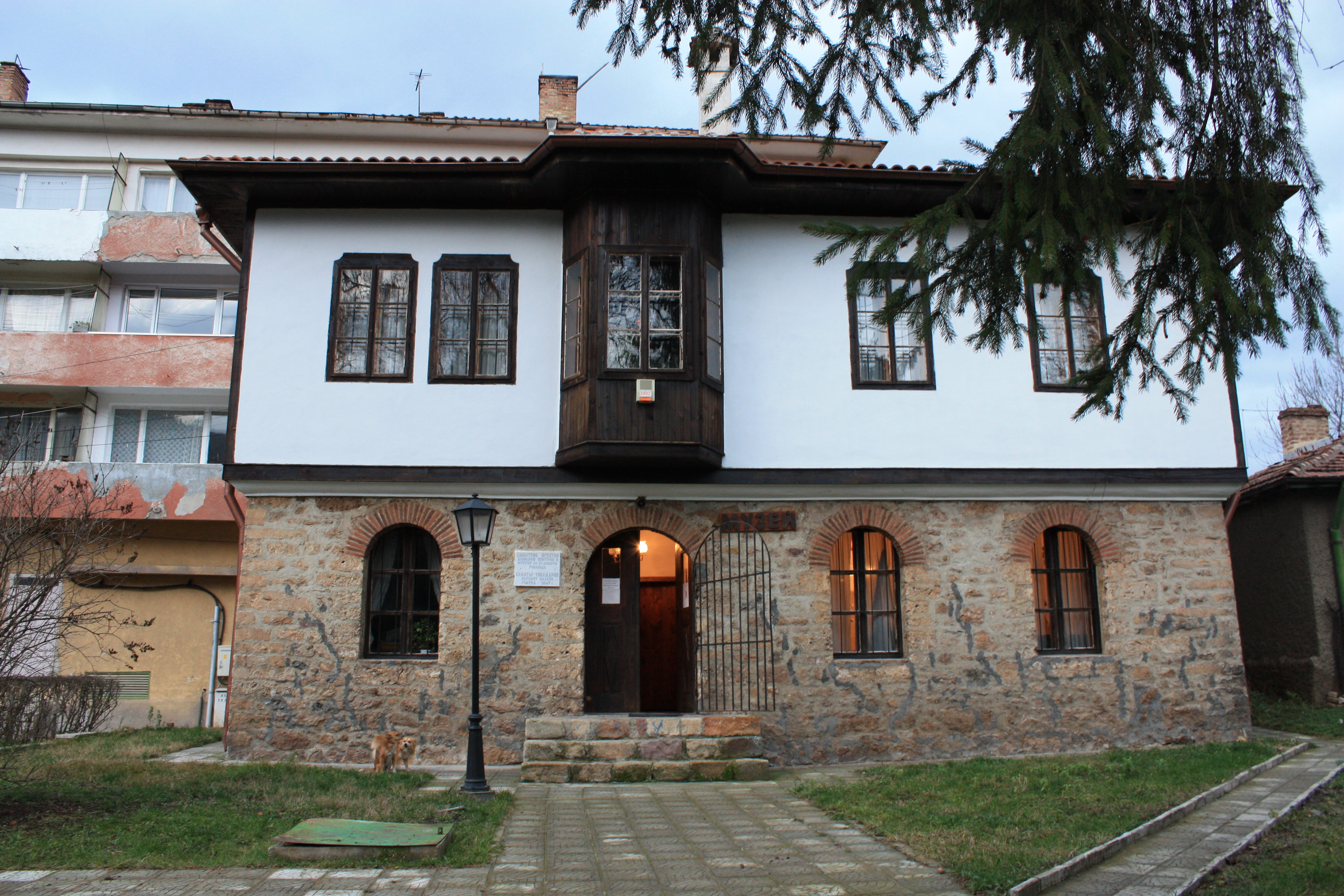
L'ancienne école de Bréznik
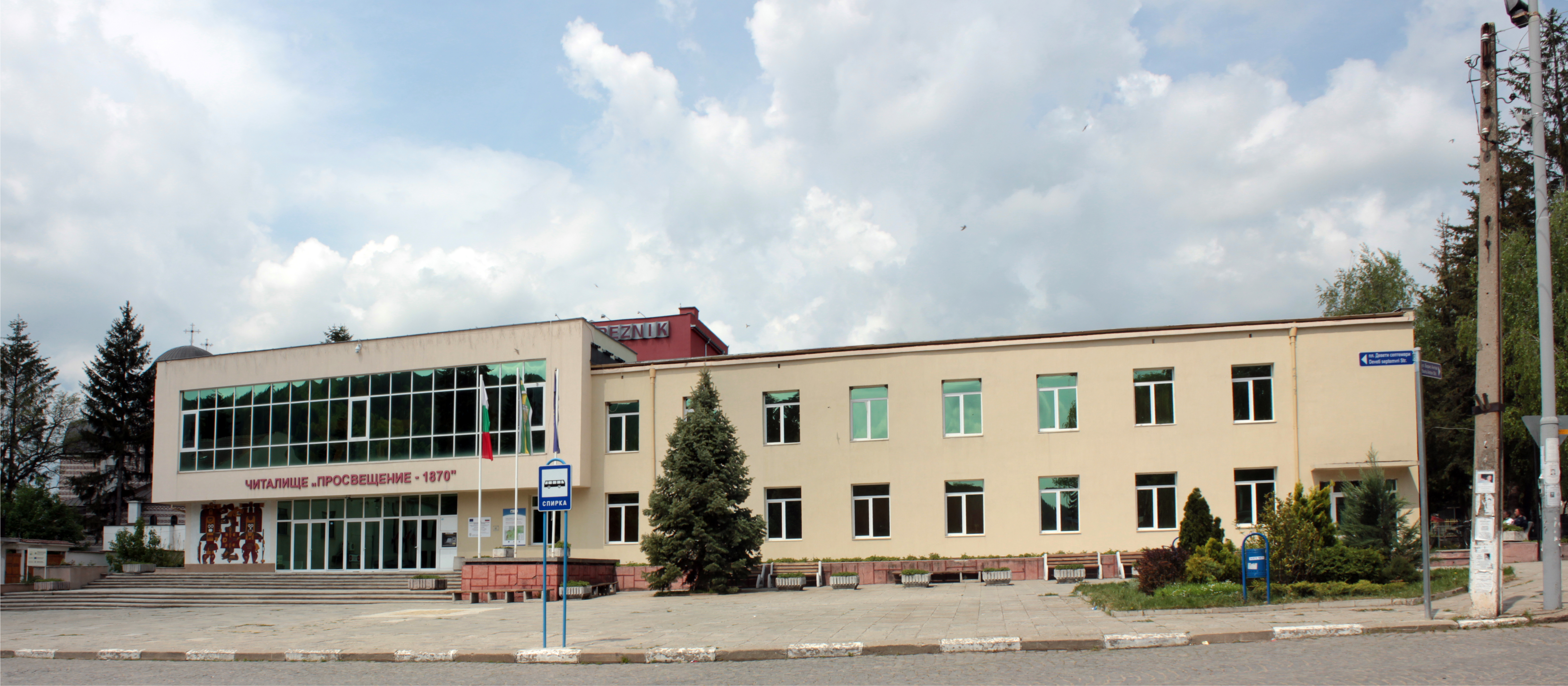
Le Tchitalichté
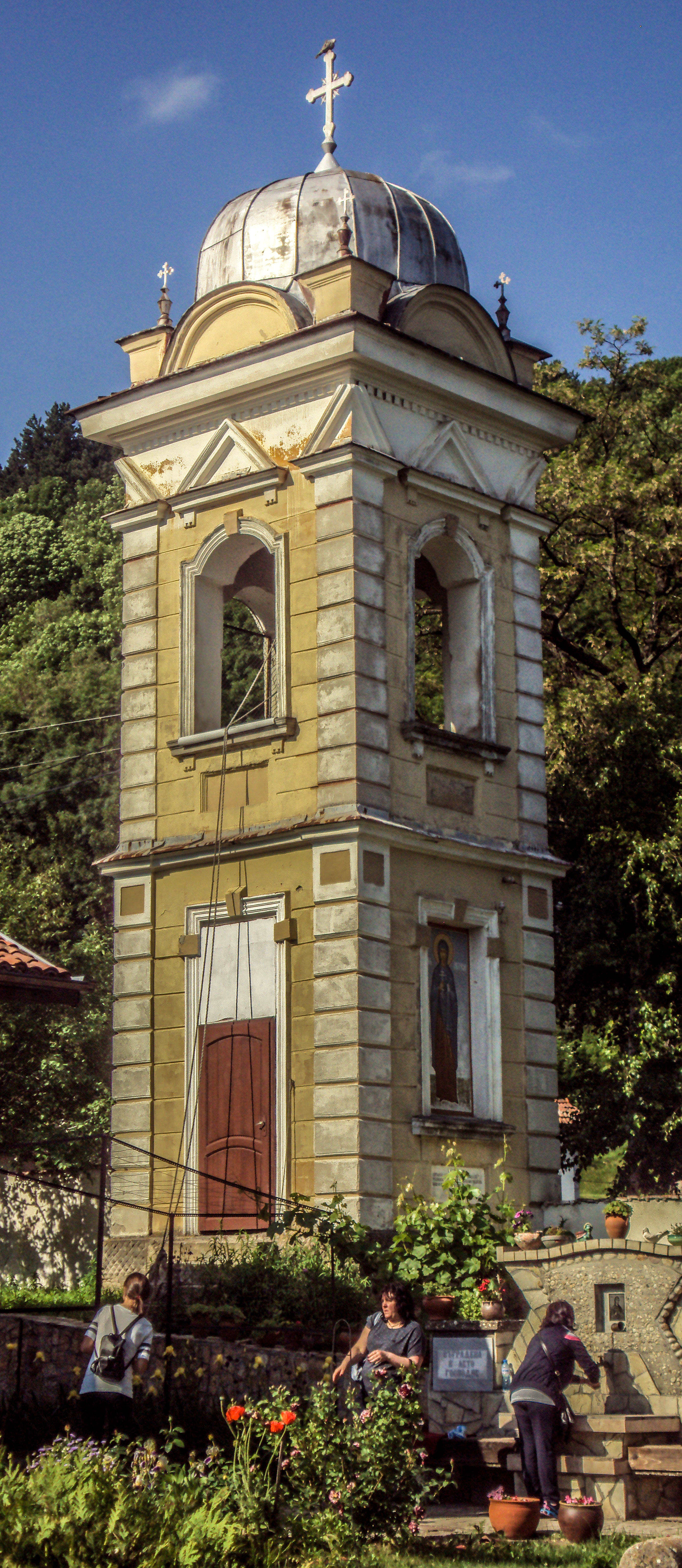
Le clocher de l'église Sveti Pétrka
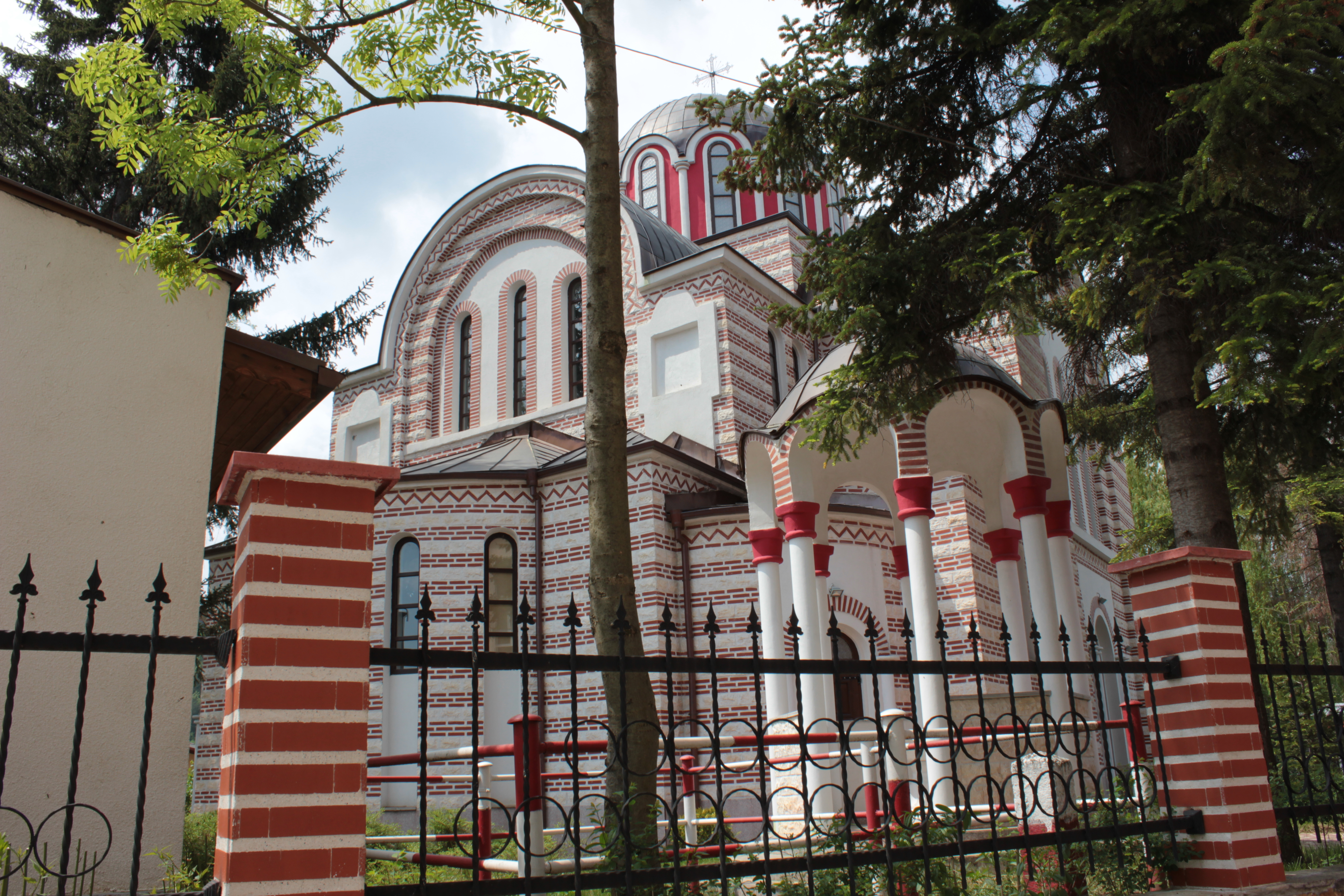
Eglise Saint-Georges
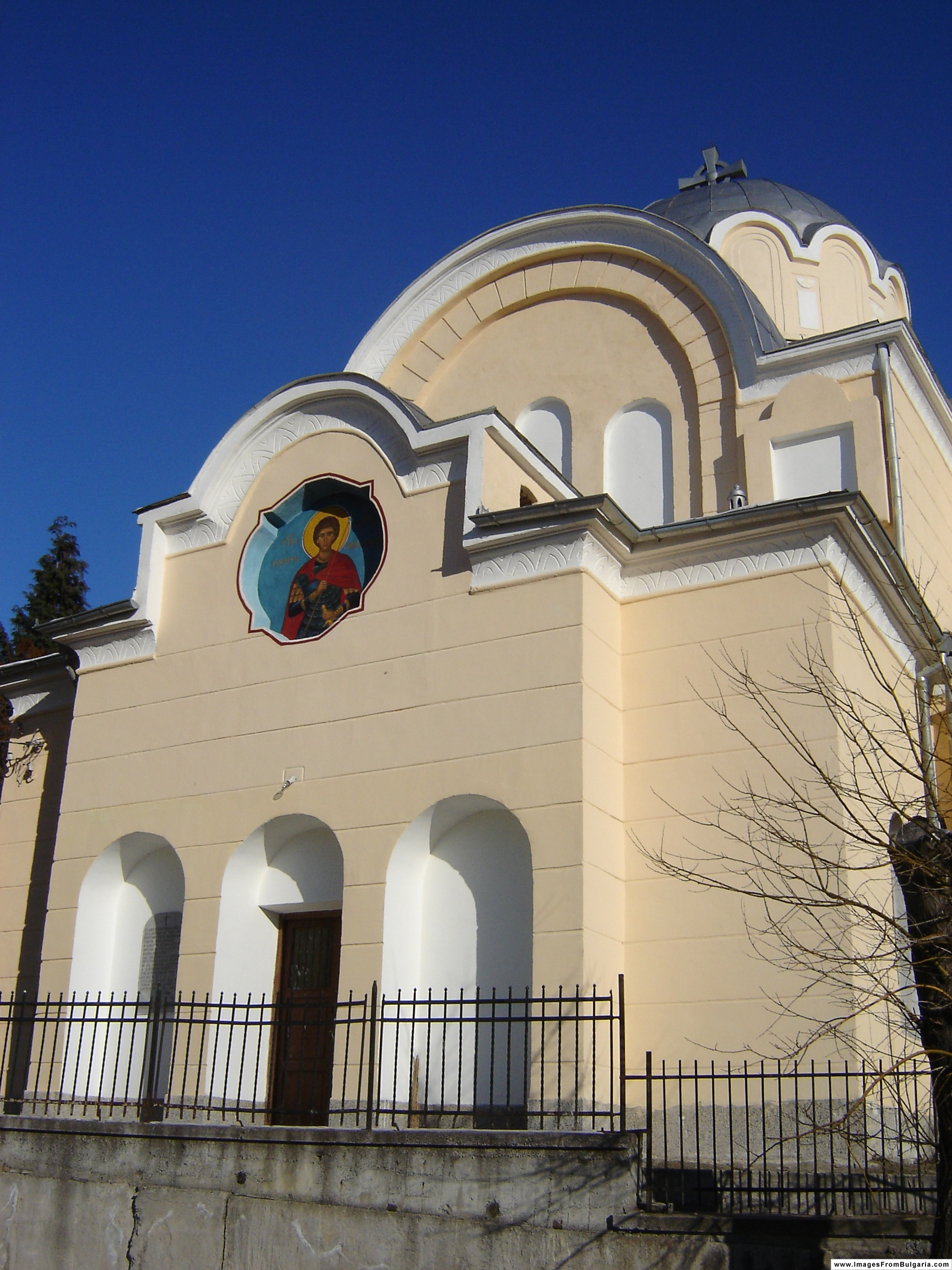
L'église Saint-Nicolas à Breznik